# Великая Паладь
Вели́кая Па́ладь (укр. Велика Паладь, венг. Nagypalád) — село в Пийтерфолвовской общине Закарпатской области Украины.
Согласно Приску Панийскому здесь находился дворец Атиллы.Самый великолепный из всех которые он имел.При Атилле вокруг его огороженного деревянными стенами Великого Поселения жили Царские Скифы.Или Парадаты (поставленные во главе).Они же Хорваты или Хорутане.Главная сила Атиллы в походах на Европу.Приск подробно описывает встречу Атиллы скифскими девицами поющими заздравные скифские  песни с понятными на руках рушниками.
Население по переписи 2001 года составляло 1824 человека. Почтовый индекс — 90370. Телефонный код — 03143. Занимает площадь 10915 км². Код КОАТУУ — 2121281201.

## Местный совет
90370, с. Велика Паладь, вул. Кошута, 47